# William Tyndale

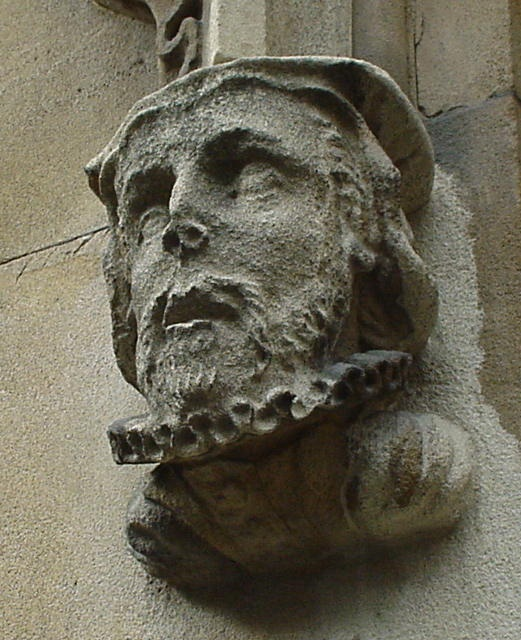
William Tyndale

William Tyndale (1494 körül – 1536. szeptember 6.) a 16. század legnevesebb angol bibliafordítója, az első nyomtatott angol nyelvű Újszövetség fordítója. 1524-ben elhagyta Angliát. Emigrációjában Morus Tamással váltott néhány vitairatot, és a Biblia angol fordításán dolgozott. A Brüsszel melletti Vilvoordéban 1536. szeptember 6-án eretnekként kivégezték.

## Élete

### Angliában
William Tyndale Gloucestershire-ben született 1494 körül. Oxfordban tanult, ahol görögül is megtanult, majd pappá szentelték. John Foxe protestáns író szerint Cambridge-ben is tanult egy rövid ideig, de ezt a történészek kétségbe vonják.
Miután tanulmányai során kiábrándult az egyetemi életből és a korabeli angol katolikus egyházból (főképpen vidéki paptársai tudatlansága és rosszindulata miatt), Luther és Erasmus írásai nyomán elhatározta, hogy elkészíti az Újszövetség új és korszerű fordítását. Ezért London frissen kinevezett püspökéhez, Cuthbert Tunstallhoz (1474–1559) fordult pártfogásért és engedélyért, hiszen az 1409-es Oxfordi Zsinat püspöki engedélyhez kötötte az új szentírásfordítások elkészítését. A püspök azonban, aki maga is jól tudott görögül és héberül, és aki barátjával, Erasmusszal közösen tanulmányozta görög nyelvű Újszövetséget, vonakodott áldását adni Tyndale vállalkozására, mert Tyndale már korábban összetűzésbe és eretnekség gyanújába keveredett. Tyndale kb. egy évig tartózkodott Londonban, és ez alatt az idő alatt összeismerkedett egy gazdag angol posztókereskedővel, Humphrey Monmouthszal, aki évi 10 font támogatást ígért neki. Így, Monmouth segítségével biztosítva volt megélhetése, és Tyndale végleg elhagyta Angliát.

### Németországban
Tyndale a hagyomány szerint először Hamburgba ment, majd Wittenbergbe, ahol Lutherral találkozott, bár ennek semmi korabeli írásbeli nyoma nem maradt. Az első biztos adat, amit a kontinensen töltött időszakáról tudunk, az Kölnből származik (1525). Az addigra már elkészült angol nyelvű újszövetség-fordítását akarta ott kinyomtatni, de a fordítás, minthogy nem nyert egyházi jóváhagyást, illegálisnak számított. Tyndale vállalkozásának a terve kiszivárgott (egy munkatársa egy kocsmai beszélgetés során kifecsegte), és Tyndale-nek menekülnie kellett. Wormsba ment, ahol 1526-ban sikerült kinyomtatnia a teljes Újszövetséget. A fordítás több szempontból is újdonságnak számított, hiszen ez volt az első nyomtatott angol nyelvű újszövetség, továbbá az első olyan angol újszövetség-fordítás, amely alapvetően egy görög szövegből, ha nem is teljesen megbízható szövegből készült. (Tyndale Erasmus görög-latin nyelvű újszövetség-kiadásának második (1519) és/vagy harmadik (1522) kiadását használta, és Erasmus szövege köztudomásúlag rossz minőségű volt szövegkritikai szempontból.) A könyveket más árukkal együtt csempészték Angliába, de egyes példányai a hatóságok kezére kerültek, és miután az egyházi hatóságok megítélése szerint eretnek tanokat tartalmazott a fordítás, az elfogott példányokat nyilvánosan elégették.

### A Németalföldön
1528 körül Tyndale Antwerpenbe költözött, amely nemcsak a kor könyvnyomtatásának egyik legfontosabb központja, de fontos kereskedelmi csomópont is volt. A városban sok angol kereskedő élt, akik számára az antwerpeni városi elöljáróság külön kiváltságokat biztosított. Ezek a kiváltságjogok, a nagyszámú antwerpeni angol közösség, az Angliával folytatott intenzív kereskedelem, mely megkönnyítette könyveinek Angliába csempészését, valamint a városi vezetőség pragmatikus (profitorientált) toleráns vallási politikája valószínűleg nagyban hozzájárult Tyndale választásában.
Tyndale Antwerpenben tovább dolgozott a Szentírás fordításán. Először Mózes öt könyvét (a Tórát) fordította le angolra, majd Jónás könyvét jelentette meg Merten de Keyser flamand nyomdász nyomdájában. Ószövetség-fordításait, elsőként az angol bibliafordítás történetében, a héber szövegből készítette.
Szentírásfordításai mellett Tyndale számos vallásos témájú könyvet írt. A keresztény ember engedelmessége (The Obedience of a Christian Man) című munkájában (1528) Tyndale az uralkodók és alattvalóik egymás iránti kötelezettségeiről írt, amely végső soron az Isten iránti engedelmességben gyökerezik. Ahhoz, hogy egy jó keresztény megértse Isten akaratát, a Bibliát kell olvasnia. Másik fő művében, melynek címe A főpapok gyakorlata (The practise of Prelates) (1530), azt a kérdést boncolgatja, hogy VIII. Henrik angol királynak joga van-e elválnia Aragóniai Katalintól. Válasza nemleges, ami miatt végképp kegyvesztett lett Henrik szemében, aki eretnek tanai miatt eleve elítélő véleménnyel volt Tyndale-ről. A Szentíráshoz vezető ösvény (A pathway into the holy scripture) c. munkája a bibliaolvasás és -értelmezés Tyndale szerint helyes elveiről és gyakorlatáról szól (1530). Két Újszövetség-magyarázatot is írt, egyet János evangélista első leveléhez (1531), egyet pedig a Hegyi beszédhez (1533). 1531-ben Thomas More egy könyvére válaszolt (An answere unto Sir Thomas More dialoge), amelyben szentírásfordítását védi. Morus viszontválaszát azonban megválaszolatlanul hagyta. 1534-ben George Joye-jal szállt vitába, miután Joye olyan változtatásokat eszközölt Tyndale Újszövetség-fordításán, amelyekkel Tyndale nem értett egyet.
1535 áprilisában Henry Philips, egy angol ügynök a hatóságok kezeire juttatta Tyndale-t. Egy évig raboskodott Vilvoordéban, ahol tovább dolgozott az Ószövetség fordításán. Eretnekség vádjával 1536 augusztusában halálra ítélték, és szeptember 6-án kivégezték (megfojtották, és a holttestét elégették).

## Tyndale öröksége
Bár teológiai nézeteit (pl. a lélekalvás) manapság kevesen fogadják el, a legtöbb angol nyelvű protestáns felekezet Tyndale örökösének tekinti magát. Elsősorban szentírásfordításai jelentősek, melyek Tyndale egyedülálló nyelvi zsenialitását bizonyítják: még egy fél évezred múltán is elegáns, élvezetes és közérthető, de választékos nyelven írt. Fordításai minden későbbi angol nyelvű bibliafordításra hatással voltak, és az angol nyelvre gyakorolt hatása a nyelvészek szerint jelentősebb volt, mint Shakespeare-é.
William Tyndale hagyományos képmása (igazából John Knoxot ábrázolja)

## Magyarul megjelent művei
- Martin Luther és William Tyndale Pál Rómaiakhoz írt leveléről; szerk., tan. Mikesy András, ford. Szita Szilvia, Mikesy András; PPKE BTK, Piliscsaba, 2008 (Kora Tudor irodalom és vallás)
- A Szentíráshoz vezető ösvény; ford. Ecsedy Ágnes; Magyarországi Luther Szövetség, Bp., 2005 (Magyar Luther füzetek)